# Кричевський Юрій Йосипович
Юрій Йосипович Кричевський (6 листопада 1934 — ?) — український радянський діяч, новатор виробництва, шахтар, бригадир робітників очисного вибою шахтоуправління «Знамя коммунизма» комбінату «Донбасантрацит» Луганської області. Депутат Верховної Ради УРСР 8-го скликання.

## Біографія
На 1960—1970-ті роки — бригадир робітників очисного вибою шахтоуправління «Знамя коммунизма» комбінату «Донбасантрацит» міста Красний Луч Луганської області.
Член КПРС.
Потім — на пенсії у місті Красний Луч (Хрустальний) Луганської області.

## Нагороди
- ордени
- медалі